# Liste der Naturdenkmäler in Vöhl
Die Liste der Naturdenkmäler in Vöhl nennt die in der Gemeinde Vöhl im Landkreis Waldeck-Frankenberg in Hessen gelegenen Naturdenkmäler. Sie sind nach den §§ 28, 22 des Hessischen Gesetzes über Naturschutz und Landschaftspflege sowie § 12 des Hessischen Ausführungsgesetzes zum Bundesnaturschutzgesetz geschützt.
| Bild            | Bezeichnung                            | Ortsteil, Lage                                 | Beschreibung | Art         | Nr.      |
| --------------- | -------------------------------------- | ---------------------------------------------- | --- | ----------- | -------- |
| BW              | zwei Friedhofstannen                   | Asel 51° 11′ 19,5″ N, 8° 56′ 48,3″ O           | Zwei mächtige Friedhofstannen auf dem alten Friedhof südlich von Asel.                                                                                               | Tanne       | 18 001   |
| Fotos hochladen | Gerichtslinde                          | Basdorf 51° 12′ 20,3″ N, 8° 58′ 39,4″ O        | Historisch wertvolle Gerichtslinde von 1527 in der Ortsmitte neben der Kirche.                                                                                       | Linde       | 18 002   |
| BW              | Stieleiche                             | Basdorf 51° 12′ 24″ N, 8° 58′ 29,1″ O          | Markante Eiche am Dorfeingang von Basdorf. | Stiel-Eiche | 18 003   |
| BW              | alte Baumgruppe mit Schäferbuche       | Basdorf 51° 12′ 36,4″ N, 8° 59′ 27,8″ O        | Das 0,35 Hektar großes Gebiet ca. 900 m östlich von Basdorf enthält eine alte Baumgruppe mit Schäferbuche.                                                           |             | 18 004   |
| BW              | Buchenbusch                            | Basdorf 51° 13′ 12,8″ N, 8° 57′ 49,5″ O        | 1,8 Hektar großes Biotop mit Kalktrockenrasen ca. 2 km nördlich von Basdorf.                                                                                         |             | 18 005   |
| BW              | Buchenbusch                            | Buchenberg 51° 9′ 54,6″ N, 8° 52′ 22,6″ O      | 2,09 Hektar große geschlossene Wacholder- und Ginsterfläche, die durch Solitärbäume aufgelockert wird ca. 500 m nördlich von Buchenberg.                             |             | 18 006   |
| BW              | Halbtrockenrasen Rammelsberg           | Dorfitter 51° 14′ 21,4″ N, 8° 52′ 35,1″ O      | 3,33 Hektar großer Halbtrockenrasen auf Zechsteinkalk am Rammelsberg, westlich des Ortsrands von Dorfitter.                                                          |             | 18 007   |
| BW              | Wippold                                | Ederbringhausen 51° 8′ 36,7″ N, 8° 51′ 9″ O    | 1,39 Hektar großer Hutewald nordwestlich von Nieder-Orke, nördlich der L 3084.                                                                                       |             | 18 008-1 |
| BW              | Wippold                                | Ederbringhausen 51° 8′ 43,3″ N, 8° 51′ 25,7″ O | 1,39 Hektar großer Hutewald nordwestlich von Nieder-Orke, nördlich der L 3084.                                                                                       |             | 18 008-2 |
| BW              | 1 Linde                                | Kirchlotheim 51° 10′ 22″ N, 8° 53′ 44,7″ O     | Landschaftsbildprägender Baum ca. 300 m nördlich von Kirchlotheim.                                                                                                   | Linde       | 18 009   |
| BW              | Napoleonsbank                          | Marienhagen 51° 11′ 56,7″ N, 8° 53′ 25,6″ O    | 1,86 Hektar großes Gebiet ca. 1,5 km südwestlich von Marienhagen, ca. 250 m westlich der B 252. Grauwacke-Klippen und Blockschutthalden.                             |             | 18 010   |
| BW              | Festplatzbuche                         | Obernburg 51° 13′ 59,4″ N, 8° 54′ 1,9″ O       | Letzte (von ehemals acht) alten Buchen auf dem dörflichen Festplatz in Obernburg.                                                                                    | Buche       | 18 011   |
| BW              | Siegfriedhöhle mit Buchenwald          | Obernburg 51° 13′ 52,9″ N, 8° 54′ 1,3″ O       | 0,43 Hektar großes Gebiet südwestlich von Obernburg mit faunistisch, floristisch sowie geologisch interessanter Höhle. Angeblich 1085 Standort der ersten Itterburg. |             | 18 012   |
| Fotos hochladen | Kirchen-Kastanie                       | Obernburg 51° 13′ 57,1″ N, 8° 54′ 9,8″ O       | Mächtige Kirchen-Kastanie bei der Kirche Obernburg. | Kastanie    | 18 013   |
| BW              | Buchen-Eschengehölz                    | Obernburg 51° 13′ 43,6″ N, 8° 54′ 27,6″ O      | 0,31 Hektar großes Gebiet südlich von Obernburg. Markante Baumgruppe mit Frühjahrsblühern und Türkenbund.                                                            |             | 18 014   |
| BW              | Steinbruch mit Tümpel                  | Schmittlotheim 51° 8′ 58,3″ N, 8° 53′ 40″ O    | 1,48 Hektar großes Amphibienlaichbiotop ca. 500 m südwestlich von Schmittlotheim. Markante Baumgruppe mit Frühjahrsblühern und Türkenbund.                           |             | 18 015   |
| BW              | alte Buche                             | Vöhl 51° 12′ 8,6″ N, 8° 56′ 9,6″ O             | Sehr alte Buche am Rand des Gemeindewaldes Vöhl „Am Stumpf“ am südwestlichen Ortsrand.                                                                               | Buche       | 18 016   |
| BW              | Pflanzen- u. Felsenwelt am „Hochstein“ | Vöhl 51° 11′ 31,9″ N, 8° 55′ 26,8″ O           | 2,6 Hektar großes Gebiet ca. 1,5 km westlich von Asel mit floristisch interessanter Felswand.                                                                        |             | 18 017   |
| BW              | Felsfluren am Stiegberg                | Vöhl 51° 11′ 53,5″ N, 8° 56′ 49,4″ O           | 1,5 Hektar großes strukturreiches Biotop mit geologisch interessanten Klippen am Stiegberg ca. 600 m nördlich von Vöhl, ca. 300 m südlich von Asel.                  |             | 18 018   |